# Sibbaldia sikkimensis
Sibbaldia sikkimensis är en rosväxtart som först beskrevs av David Prain och som fick sitt nu gällande namn av Debabarta Chatterjee.
Sibbaldia sikkimensis ingår i släktet dvärgfingerörter och familjen rosväxter. Inga underarter finns listade i Catalogue of Life.